# Alejandro de Lyon
Alejandro de Lyon (Alexandre en francés) (f. 178 d. C.) es un santo cristiano y relacionado con San Epipodio de Lyon. Es venerado como santo en la Iglesia católica. 

## Biografía
Alejandro nació en Frisia y fue amigo desde la infancia de San Epipodio, médico de profesión. Ambos fueron martirizados durante el reinado de Marco Aurelio. 
Epipodio y Alejandro fueron traicionados a las autoridades imperiales por un sirviente. Conducidos ante el gobernador, los jóvenes confesaron abiertamente ser cristianos. Primero, el gobernador torturó a Epipodio, por tratarse del más joven. Al no convencerlo con promesas, ordenó que le golpeasen en la boca y posteriormente a que le tendiesen en el potro y le desgarrasen los costados con garfios hasta que le mandó degollar. 
Dos días después, compareció Alejandro. Cuando el juez le contó lo que había sufrido su amigo, Alejandro dio gracias a Dios por ese ejemplo y manifestó su ardiente deseo de correr la misma suerte que Epipodio. Los verdugos le tendieron en el potro, tiraron hasta desconyuntarle las piernas y se turnaban para azotarle; pero el mártir persistió en confesar a Cristo y en burlarse de los ídolos. Fue sentenciado a ser crucificado, pero murió en el momento en que los verdugos le clavaban las piernas a la cruz.

## Veneración
En el siglo VI, tanto las reliquias de Epipodio como las de Alejandro fueran llevadas por San Ireneo y trasladadas al altar de la Catedral Saint-Jean de Lyon. Se describen milagros en su tumba.